# هنري أرنولد (عسكري)
هنري أرنولد (بالإنجليزية: Henry H. Arnold)‏ (و. 1886 – 1950 م) هو عسكري، وطيار أمريكي، ويحمل رتبة عسكرية جنرال الجيش الأمريكي، توفي في سونوما، سونوما، كاليفورنيا، عن عمر يناهز 64 عاماً.

## التعليم
تعلم في كلية القيادة والأركان العامة للجيش الأمريكي ‏، والأكاديمية العسكرية الأمريكية.

## الخدمة العسكرية
خدم في القوات الجوية الأمريكية.

## جوائز و أوسمة
حصل على جوائز منها:
- صليب الطيران المتميز
- Grand Cross of the Order of George I ‏
- الصليب الأعظم لوسام التاج البلجيكي
- نيشان الصليب الأعظم لرهبانية أوراني - ناساو
- نيشان السيف
- عضوية الشرف في قاعة الطيران الوطنية  [لغات أخرى]‏
- وسام الصليب الأكبر لجوقة الشرف
- نوط الجو
- وسام فارس الصليب الأعظم
- نيشان الصليب الجنوبي من رتبة الصليب الأعظم
- الحمالة الكبرى للوسام العلوي
- وسام الاستحقاق الأمريكي برتبة فيلق
- ميدالية النصر في الحرب العالمية الثانية  [لغات أخرى]‏.

## روابط خارجية
- هنري أرنولد على موقع الموسوعة البريطانية (الإنجليزية)
- هنري أرنولد على موقع إن إن دي بي (الإنجليزية)